# 朱真泓
淳化端惠王朱真泓（15世紀—1552年），號元一道人，明朝肅藩第一代淳化王，肅恭王朱貢錝的庶第二子。

## 生平
弘治五年（1492年）三月，獲賜名真泓。弘治十三年（1500年）十月，封淳化王。正德三年（1508年），獲賜《孝順事實》一部。
嘉靖七年（1528年），肅王朱貢錝因自己年老，世子朱真淤已故而世孫朱弼桄尚幼，奏請讓朱真泓暫時代行迎送詔敕表箋禮儀，明世宗從之。
嘉靖三十一年（1552年）三月，朱真泓去世，諡號端惠。四年後，庶長子朱弼果襲爵。

## 家庭

### 妻
- 楊氏，東城兵馬指揮楊鉞女，正德七年（1512年）閏五月冊為淳化王妃[8]。

### 子
- 庶長子：淳化康穆王朱弼果